# Cameron Jamie
Cameron Jamie (* 1969 in Los Angeles) ist ein US-amerikanischer Multimedia- und Performancekünstler und lebt seit 2000 in Paris.
Jamie gilt als präziser Chronist amerikanischer und damit auch europäischer Tradition und Lebensweise.

## Künstlerischer Ausgangspunkt
Cameron Jamies Werk hat seinen Ausgangspunkt dort, wo er aufwuchs: im kalifornischen San Fernando Valley, einer überdimensionalen Vorstadt im Norden von Los Angeles, in einer Stadt, die keine ist.
Entstanden ist die Siedlung in den 1970er Jahren, als viele junge Familien wegen der günstigen Grundstücke und Mieten an den Rand der Stadt zogen und dafür enorme Fahrten zur Arbeit in Kauf nahmen. Es ist ein Ort ohne Zentrum, ohne Sehenswürdigkeiten, bestehend aus unzähligen Einfamilienhäuser der amerikanischen Mittelklasse und riesigen Einkaufszentrums, beherrscht von der Pornoindustrie, der Angst vor Erdbeben und voller Mythen an der Grenze zu Hollywood.

## Forschen in Subkulturen
Im San Fernando Valley begann Jamie zu Beginn der 1990er Jahre, intensiv in subkulturellen Schattenreichen zu forschen, und dokumentiert seither in seinen künstlerischen Arbeiten die Ausformungen von Fantasien und Ideen der Menschen, die dort leben.
Eines dieser Schattenreiche beispielsweise waren zur damaligen Zeit die im San Fernando Valley sehr beliebten Wrestling-Hallen, in denen man für wenig Geld einen ganzen Nachmittag verbringen konnte. Als die Masse das Wrestling entdeckte, wurde es Teil der Populärkultur, zuerst in Amerika und einige Zeit später – wenn auch in abgeschwächter Form – hier in Europa.

## Künstlerisches Werk
Die formale Umsetzung seiner Forschungen erfolgt bei Cameron Jamie filmisch im Dokumentarstil, raue Inszenierungen ohne jeden Text und ohne begleitende Worte. Die Kraft der Bilder wird durch eigens dafür komponierte Musik verstärkt. Film und Musik ergeben ein Gesamtkunstwerk von größter Spannung und Intensität.
Die Rockband Melvins oder der japanische Avantgardemusiker Keiji Haino komponierten Sounds für Jamies Filme, die wiederum in Melvins-Konzerten häufig zu sehen sind. Der Künstler präsentiert sich dort lieber als in normalen Ausstellungshäusern.
Jamies Filme werden von Fotografien, Zeichnungen und Texten begleitet und ergänzt.

## Filme
- BB (1998–2000), 18 Minuten: Zur Musik der Melvins dokumentiert der Film das sogenannte „Backyard Wrestling“ (Hinterhof-Wrestling), ein Phänomen der Untergrundkultur amerikanischer Vorstädte.
- Spook House (2002–2003), 20 Minuten: Halloween kam einst von Europa nach Amerika und wurde dort ein großes Fest mit den skurrilsten Ausformungen. Spook House zeigt eine Reihe unheimlicher theatralischer Inszenierungen, die US-Amerikaner für Halloween entwickeln und von einer seltsamen Faszination für Tod, Angst und Gewalt zeugen. Seit einiger Zeit kommt Halloween über Amerika verändert nach Europa zurück.
- Kranky Klaus (2002–2003), 25 Minuten, : Hier dokumentiert Jamie den typischen Krampusbrauch im Gasteiner Tal, eine ritualisierte Praxis von Gewalt, die an diesem Tag rücksichtslos in Häuser und Ortschaften einbricht. Musik: "The Melvins"
- JO (2004): Zu den schrägen Tönen des japanischen Musikextremisten Keiji Haino werden das größte Hot-Dog-Wettessen Amerikas und erzkatholische, sowie rechtsextreme Prozessionen und Riten zu Ehren der Jungfrau von Orléans in Frankreich gegenübergestellt.
- Massage The History (2007–2009), 10 Minuten

| Personendaten    | Personendaten                                         |
| ---------------- | ----------------------------------------------------- |
| NAME             | Jamie, Cameron                                        |
| KURZBESCHREIBUNG | US-amerikanischer Multimedia- und Performancekünstler |
| GEBURTSDATUM     | 1969                                                  |
| GEBURTSORT       | Los Angeles                                           |